# Widener
Widener est un village situé dans l’État américain de l'Arkansas, dans le comté de Saint Francis.